# Hydaticus histrio
Hydaticus histrio är en skalbaggsart som beskrevs av Clark 1864. Hydaticus histrio ingår i släktet Hydaticus och familjen dykare. Inga underarter finns listade i Catalogue of Life.

## Bildgalleri

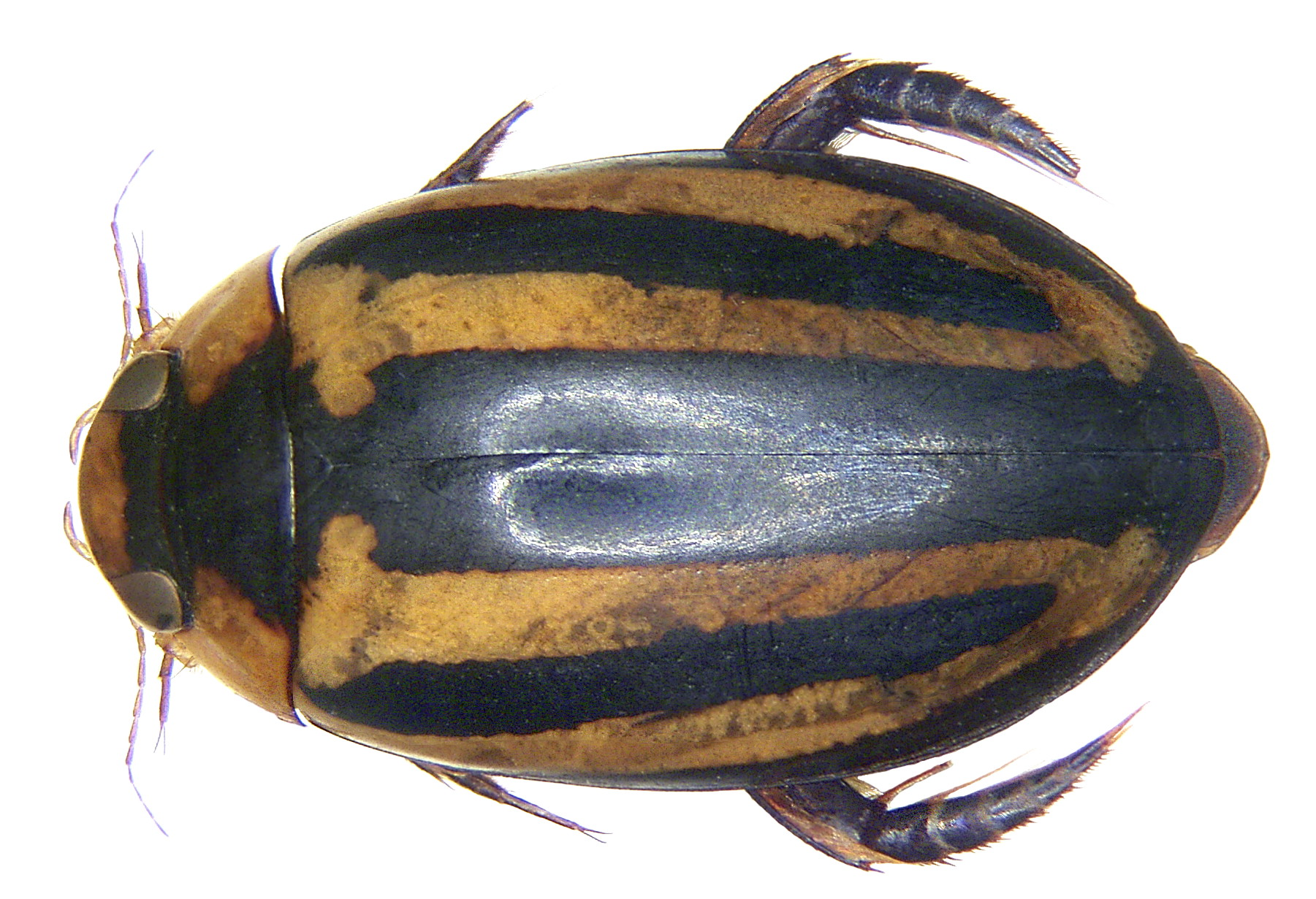